# Pelajau (Karang Tinggi)
Pelajau is een bestuurslaag in het regentschap Bengkulu Tengah van de provincie Bengkulu, Indonesië. Pelajau telt 422 inwoners (volkstelling 2010).